# Window of the World
Koordinaten: 22° 32′ 15″ N, 113° 58′ 11″ O
Window of the World (deutsch Fenster zur Welt, chinesisch 世界之窗, Pinyin Shìjiè zhī Chuāng) ist ein Miniaturenpark im westlichen Teil der Stadt Shenzhen in der Volksrepublik China. Er hat auf engen 48 Hektar etwa 130 Reproduktionen einiger der berühmtesten touristischen Attraktionen der Welt. Eine 108 Meter hohe Nachbildung des Eiffelturms dominiert den Themenpark und der Anblick der Pyramiden von Gizeh und des Taj Mahal in nächster Nähe zueinander machen die weitere Attraktivität des Themenparks aus. Der Park gehört dem von der chinesischen Regierung betriebenen China Travel Service, Hongkong zu 51 % und Overseas Chinese Town Limited zu 49 %.

## Verkehrsanbindung
Die Haltestelle Window of the World der Linie 1 und Linie 2 der Shenzhen Metro befindet sich direkt vor dem Park. Die Happy Line Monorail hat eine nahe gelegene Haltestelle von Window of the World. Offene Wagen fahren innerhalb des Parks.

## Liste der wesentlichen Attraktionen und Maßstab

### Aus der Region Europa
- Frankreich
  - Eiffelturm 1:3
  - Triumphbogen
  - Glaspyramide im Innenhof des Louvre
  - Notre Dame und die Springbrunnen vom Jardin du Luxembourg in Paris
  - Schloss Versailles
  - Die Abtei Le Mont-Saint-Michel in der Normandie
  - Das Äquadukt Pont du Gard von Vers-Pont-du-Gard

- Deutschland
  - Kölner Dom
  - Schloss Neuschwanstein

- Griechenland
  - Die Akropolis (Athen) mit Attika (Landschaft)

- Italien
  - Das Kolosseum, der Trevi-Brunnen und die Spanische Treppe von Rom
  - Schiefer Turm von Pisa und die Kathedrale 1:15
  - Der Piazza della Signoria von Florenz
  - Kanäle und Markusplatz von Venedig

- Niederlande
  - Holländische Landschaft mit Windmühlen und Tulpen

- Russland
  - Moskauer Kreml und Basilius-Kathedrale
  - Winterpalast in Saint Petersburg

- Spanien
  - Patio de los Leones (Löwenhof) von Alhambra
  - Park Güell in Barcelona

- Schweiz
  - Das Matterhorn

- Vereinigtes Königreich
  - Palace of Westminster
  - Buckingham Palace
  - Tower Bridge
  - Stonehenge bei Salisbury

### Aus der Region Asien
- Japan
  - Itsukushima-Schrein
  - Shirasagi Burg Himeji
  - Fuji (Vulkan)

- Wat Phra Kaeo Tempel, Thailand Miniatur des Borobudur

- Gyeongbokgung, Südkorea

- Indien
  - Taj Mahal
  - Chaitya-Hallen 1:2
  - Sonnentempel von Modhera
  - Kandariya-Mahadeva-Tempel 1:10
  - Mahabodhi-Tempel 1:15
  - Karli-Höhlen 1:2

- Borobudur, Indonesien

- Angkor Wat, Kambodscha

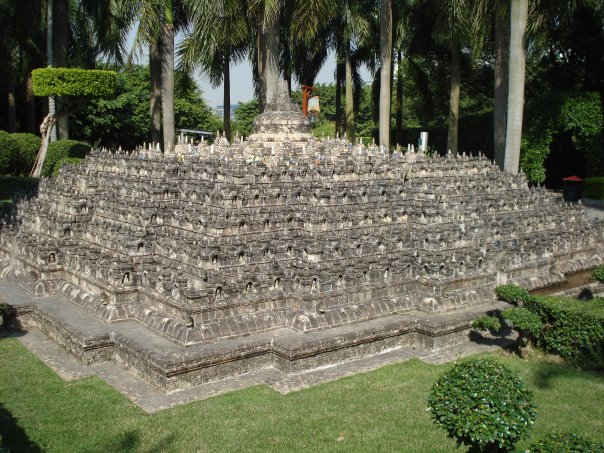
Miniatur des Borobudur

- Die Pagode Shwedagon, Myanmar (Burma)

- Kuwait Towers 1:15

- Merlion, Singapur

- Kek-Lok-Tempel, Malaysia

- Swayambhunath, Nepal

- Die Einsäulenpagode, Vietnam

- Sri Lanka
  - Ruwanwelisaya Stupa
  - Jetavanaramaya

- Minarett von Samarra, Irak

- Hagia Sophia, Türkei

### Aus der Region Ozeanien
- Häuser der Māori – Ureinwohner Neuseelands

- Australien
  - Sydney Opera House (Opernhaus von Sydney)
  - Sydney Harbour Bridge (Hafenbrücke von Sydney)
  - Uluru (Ayers Rock)

### Aus der Region Afrika
- Ägypten
  - Pyramiden und die große Sphinx von Gizeh

Wolkenkratzer von Manhattan

  - Tempel von Abu Simbel
  - Pharos von Alexandria
  - al-Hakim-Moschee

- Häuser Afrikanischer Ureinwohner

- Kenia
  - Das Elfenbeintor
  - Safari Park

### Aus der Region Amerika
- Vereinigte Staaten
  - Disneyland Resort Park (Anaheim)
  - Mount Rushmore National Memorial
  - Weißes Haus
  - Wolkenkratzer von New York City auf Manhattan
  - Freiheitsstatue
  - Kapitol (Washington)
  - Jefferson Memorial
  - Lincoln Memorial

- Mexiko
  - Kriegerstatuen
  - Olmekenköpfe

Andere:
- Mount Corcovado (Brasilien)
- Nationalkongress (Brasilien)
- Totempfahl der nordamerikanischen Indianer
- Moai – Statuen der Osterinseln
- Nazca-Linien (Scharrbilder bei Nazca)

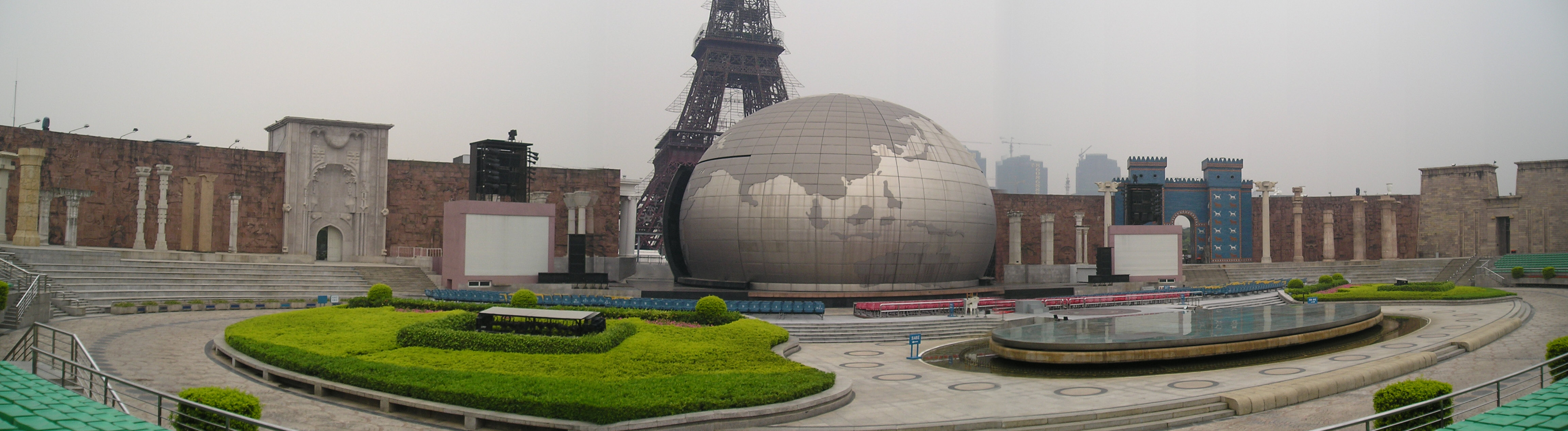
Panoramafoto am Haupteingang

- Niagarafälle

## Rezeption
In seiner autobiographischen Graphic Novel Shenzhen besucht Guy Delisle den Park mit einer chinesischen Bekanntschaft.